# Josef Schillinger
Josef Schillinger (* 21. Januar 1908 in Oberrimsingen; † 23. Oktober 1943 in Auschwitz) war ein deutscher SS-Oberscharführer im Konzentrationslager Auschwitz.

## Leben
Schillinger, von Beruf Böttcher, war seit Anfang September 1939 Mitglied der SS (SS-Nr. 47.468). Nach Errichtung des KZ Auschwitz-Birkenau war Schillinger dort als Rapportführer im Männerlager eingesetzt. Ab Ende Oktober 1942 war Schillinger für mehrere Wochen Kommandoführer des Außenkommandos Chełmek des KZ Auschwitz. Dort mussten KZ-Häftlinge unter inhumanen Arbeitsbedingungen einen Teich ausheben, der als Wasserspeicher dienen sollte. Zuletzt war Schillinger als Küchenchef und auch Rapportführer im Männerlager des KZ Auschwitz-Birkenau tätig.
Am 23. Oktober 1943 kam ein Transport aus dem KZ Bergen-Belsen mit 1800 jüdischen Häftlingen, sogenannten Austauschjuden, im KZ Auschwitz-Birkenau an; ihnen war die Ausreise in die Schweiz versichert worden. Unter der Aufsicht von Rapportführer Schillinger eskortierten SS-Männer die angekommenen Menschen von der Rampe zum Krematorium II. Dort wurden die ahnungslosen Häftlinge im Entkleidungsraum aufgefordert, sich für eine folgende „Desinfektion“ zu entkleiden. Eine junge Jüdin – eine Tänzerin namens Franciszka Mann – durchschaute die Täuschung und weigerte sich, ihre Kleidung abzulegen. Nach dem ausführlichen Bericht von Filip Müller, Angehöriger des Häftlings-Sonderkommandos in Birkenau, entwand sie dem SS-Oberscharführer Walter Quakernack die Pistole und schoss drei Mal; der erste Schuss traf Schillinger, ein zweiter Schuss verfehlte Quakernack, und der dritte verletzte SS-Oberscharführer Wilhelm Emmerich. Auch die anderen Frauen im Entkleidungsraum setzten sich gegen ihre bevorstehende Ermordung zur Wehr. Der Aufruhr wurde durch den Einsatz von Maschinengewehren niedergeschlagen, die überlebenden Frauen wurden anschließend vergast. Von dem Vorgang existieren unterschiedliche Darstellungen.
Schillinger starb auf dem Weg ins Krankenhaus an seinen schweren Schussverletzungen. Sein Leichnam wurde nach Oberrimsingen überführt und unter militärischen Ehrbekundungen beigesetzt.

## Postmortale Aussagen und Forschungen über Schillinger
Tadeusz Borowski, ein Auschwitzüberlebender, der im Juli 1951 Suizid beging, schrieb über Schillinger: „Der Hieb seiner Hand war wuchtig wie ein Knüppel, spielend zerschlug er einen Kiefer, und wo er hinschlug, floss Blut.“ Sein Name sei oft in einem Atemzug mit jenen Auschwitz-Mördern genannt worden, „die sich damit brüsteten, höchstpersönlich mit der Faust, dem Knüppel oder der Waffe Zigtausende von Menschen umgebracht zu haben.“
Im Strafprozess gegen Adolf Eichmann wurde 1961 von dem Zeugen Aharob Beilin ausgesagt, Schillinger habe schlimmste Abscheulichkeiten in Birkenau verübt. Dabei wurde nicht auf Details eingegangen, sondern nur kurz der Aufstand am Krematorium 4 beschrieben, der zu Schillingers Tod führte.
In einem um 2016 aufgezeichneten Interview schildert der Auschwitzüberlebende Leon Henry Schwarzbaum das Wesen und die Todesumstände Schillingers. Demnach sei Schillinger von einer jungen Auschwitzinsassin mit dem eigenen Revolver erschossen worden, was sogar bei seinen (SS-) Kameraden „Freude“ ausgelöst hätte, „weil er ein brutaler Mann war.“ (, dort Min. 25).
Der Hobbyhistoriker Andreas Meckel setzte sich beim Bürgermeister von Breisach 2003 erfolgreich dafür ein, dass der Grabstein Schillingers vom Ehrenfeld in Oberrimsingen entfernt wurde. Meckel hatte den Ort der Grabstätte Schillingers erfahren und wollte sich nicht damit abfinden, dass eines Täters des Holocaust mit einem Grabstein gedacht wurde, während Millionen von Opfern des Holocaust dieses persönliche Gedenken verwehrt blieb. Zudem wurde auch Schillingers Name vom örtlichen Kriegerdenkmal entfernt. Schillingers Todesumstände sind dokumentiert, sie stehen für den Widerstand der Opfer gegen ihre bevorstehende Ermordung.